# Аббас II Хильми
Аббас II Хильми-паша или Аббас-паша (14 июля 1874, Александрия — 19 декабря 1944, Женева) — последний (3-й) хедив Египта (8 января 1892 — 19 декабря 1914 года), праправнук Мухаммеда Али.

## Биография
Старший сын и преемник египетского хедива Тауфика. В детстве посетил Англию и некоторое время имел английского наставника в Каире. Помимо родного турецкого языка, владел арабским, английским, французским и немецким языками. Затем он учился в школе в Лозанне, после чего продолжил своё образование в венском Терезиануме. Во время его учёбы, 7 января 1892 года, пришло сообщение о смерти его отца — хедива Тауфика, и Аббас принял титул хедива Египта.
Во главе Египта стремился проводить независимую от Англии политику, в 1903 году вместе с Мустафой Камилем ездил в Константинополь с целью добиться автономии Египта. Вступил в конфликт с британским резидентом в Египте Кромером.
Аббас Хильми был близок к египетским националистам и оказывал им всяческую поддержку. В 1904 году англичане были вынуждены даже провести обыск во дворце хедива.
Аббас II выступал за создание в Египте местной судебной системы, проведение налоговой реформы, улучшение качества образования, развитие сельского хозяйства, поощрял строительство ирригационной системы в Асуане.
В 1913 году Аббас обнародовал конституцию, предусматривавшую создание парламента Египта. В него должен был войти 81 депутат (66 выборных, 17 назначаемых правительством).
Новый этап египетской истории начался в годы Первой мировой войны. Аббас в это время находился в Стамбуле, поправляясь после покушения, совершённого на него в начале 1914 года. В декабре 1914 года английское министерство иностранных дел объявило о том, что Египет отделяется от Турции и переходит под английский протекторат. Во главе колониальной администрации стал верховный комиссар.
19 декабря 1914 года египетский хедив Аббас Хильми был смещён англичанами, и монархом стал его дядя Хусейн Камиль, принявший титул султана Египта.
В 1922 году, после приобретения Египтом независимости, Аббас был исключён из линии наследования египетского престола, хотя его потомки по мужской линии могли наследовать трон.
Был просвещённым человеком, меценатом искусств. Покровительствовал турецкому художнику Халиль Паше.
Умер в Женеве 19 декабря 1944 года.

## Семья
Первый раз женился в Каире в 1895 году на крымской татарке Икбаль Ханим (1876—1941), от этого брака имел шестерых детей:
- принцесса Эмине Хилми Ханум Эфенди (1895—1954);
- принцесса Атийе Хилми Ханум Эфенди (1896—1971);
- принцесса Фетийе Хилми Ханум Эфенди(1897−1923);
- принц Мухаммад Абдель Моним Бей Эфенди (1899—1979), регент короля Фуада II в 1952—1953;
- принцесса Люфтийе Шевкет Хилми (1900 — ?)
- принц Мухаммад Абдель Кадер (1902−1919).

Второй брак (заключён в 1910 году, расторгнут в 1913 году) с венгерской дворянкой Марианной Торок фон Шендро (англ. May Torok von Szendro)(1877—1968), в исламе принявшей имя Джавидан Ханым (араб. جاويدان هانم ‎). В этом браке детей не имел.